# Масимо Ђакопо
Масимо Ђакопо (итал. Massimo Giacoppo; Месина, 10. мај 1983) је италијански ватерполиста. У прошлој сезони играо је за италијански клуб Про Реко. Са репрезентацијом Италије освојио је сребрну медаљу на Европском првенству 2010. у Загребу.